# Hisingstads IS
Hisingstads IS var en svensk idrottsförening, bildad 30 maj 1909 i kvarterna runt Kvilletorget på Hisingen i Göteborg. Den ursprungliga verksamheten var att spela fotboll men även andra idrottsaktiviteter bedrevs i klubben genom åren. 2005 gick klubben ihop med Backa IF och bildade Hisingsbacka FC. I Hisingstads IS har bland andra Dennis Jonsson och Bengt "Fölet" Berndtsson spelat.

### Fotnoter
1. ↑  Jonas Andersson (14 februari, 2018). ”Bengan har slutat för gott igen!” (på svenska). Alekuriren. http://www.alekuriren.se/sport/bengan-har-slutat-gott-igen/. Läst 17 januari 2019.